# Sidonia de Podiebrad
Sidonia de Podiebrad (en checo: Zdenka z Poděbrad; 11 de noviembre de 1449 - Tharandt, 1 de febrero de 1510) fue una princesa bohemia que,  por matrimonio con Alberto III de Sajonia-Meissen, pasa a ser electora consorte de Sajonia y luego duquesa consorte de Sajonia y margravina consorte de Meissen. Fue hija de Jorge de Podiebrad, rey de Bohemia, y de su primera esposa, Cunegunda de Sternberg. Fue la hermana gemela de Catalina Podiebrad, esposa de Matías Corvino, rey de Hungría (r. 1458-1490).

## Primeros años
Sidonia y Catalina nacieron el 11 de noviembre de 1449. Su madre, Cunegunda, falleció de complicaciones en el parto. El padre de Sidonia, Jorge de Podiebrad, finalmente se casó con Johana de Rožmitál, con quien tuvo más hijos, incluida Ludmila de Podiebrad.
Sidonia tenía cuatro hermanos mayores, pero ninguno ascendió al trono de Bohemia tras la muerte de su padre. La corona pasó a Vladislao II de Bohemia y Hungría.
Los abuelos paternos de Sidonia eran Vítek de Podiebrad y su esposa, Ana de Vartenberk y los maternos Smil de Sternberg y su esposa, Bárbara de Pardubice.

## Matrimonio
El 11 de noviembre de 1459, cuando Sidonia cumplió diez años, se firmó un contrato matrimonial entre ella y Alberto, hijo de Federico II de Sajonia. Se casaron el 11 de mayo de 1464, cuando contaba con 15 años y medio. Sidonia acompañó a su marido a Meissen, y la consumación del matrimonio tuvo lugar ese mismo mayo de 1464 en el castillo de Tharandt. Cuatro meses después, el padre de Alberto murió, y éste se convirtió, conjuntamente con su hermano mayor, Ernesto, en elector de Sajonia, por lo que Sidonia era electora consorte. Con la división de Leipzig, en 1485, los hermanos acordaron dividir el electorado, el mayor, Ernesto, retuvo el electorado (disminuido) y la dignidad electoral y a Alberto le correspondió el  Ducado de Sajonia, siendo entonces Sidonia, duquesa consorte.
Sidonia era una mujer católica piadosa que aborrecía la violencia. Se negó a acompañar a su marido durante sus guerras en Groninga y Frisia. En protesta, llevó a sus hijos a Albrechtsburg.
En 1495, creó el festival religioso de la Lanza Sagrada, después de recuperarse de una enfermedad.
Muchas de sus cartas se han conservado, en las que abogaba por la liberación de prisioneros. El 12 de septiembre de 1500 murió Alberto, dejando viuda a Sidonia. Abandonó la corte sajona y pasó el resto de su vida en Tharandt. Murió allí el 1 de febrero de 1510, a los 60 años. Fue enterrada en la catedral de Meissen.

## Hijos
Sidonia y Alberto estuvieron casados treinta y seis años y tuvieron nueve hijos:
- Catalina (Meissen, 24 de julio de 1468 - Gotinga, 10 de febrero de 1524) se casó en primeras nupcias el 24 de febrero de 1484 en Innsbruck con el duque Segismundo de Austria, y en 1497 con el duque Erico I de Brunswick-Calenberg.
- Jorge (Meissen, 27 de agosto de 1471 - Dresde, 17 de abril de 1539): sucedió a su padre como duque de Sajonia.
- Enrique V (Dresde, 16 de marzo de 1473 - ib., 18 de agosto de 1541): sucedió a su hermano, Jorge, como duque de Sajonia a los 66 años.
- Federico (Torgau, 26 de octubre de 1474 - Rochlitz, 14 de diciembre de 1510): gran maestre de los Caballeros Teutónicos.
- Ana (Dresde, 3 de agosto de 1478 - ib., 1479)
- Niño nacido muerto (1479)
- Luis (Torgau, 28 de septiembre de 1481 - ib., algunos días más tarde/después de 1498)
- Juan (Torgau, nació y murió el 24 de junio de 1484)
- Juan (Torgau, 2 de diciembre de 1498 - ib., algunos días más tarde/en septiembre del mismo año como su hermano, Luis).[1]